# حديث ضعيف
الحديث الضعيف ويُشار إليه أيضا باسم الحديث المردود هو مصطلح عام يُشير لكل حديث فقد شرطا من شروط الحديث المقبول، أي لم تجتمع فيه صفات الحديث الصحيح ولا صفات الحديث الحسن، وتتفاوت درجات الضعف بحسب بُعد الحديث من شروط الصحة.

## الحكم على الحديث بالضعف
اشترط علماء الحديث شروطا في السند وأخرى في المتن حتى يكون الحديث مقبولا، واعتبر علماء الحديث كل حديث يفقد واحدا أو أكثر من هذه الشروط حديثا ضعيفا، ويختلف سبب الضعف باختلاف الشروط المفقودة وعددها، ومن ثم فالحديث الضعيف هو مصطلح عام يشير لكل الأحاديث التي فقدت شرطا من شروط الصحة، وتتنوع تسمية الحديث الضعيف بتنوع أسباب الضعف.
ولما كانت أسباب تضعيف الحديث متنوعة لأسباب تخص السند وأخرى تخص المتن، فقد نبه المحدثون على أن ضعف أحدهما لا يستلزم ضعف الآخر، فقد يضعف سند حديث ويصح متنه لورود هذا المتن بسند آخر صحيح، وقد يصح سند حديث ويضعف متنه لاتصاف هذا المتن بالشذوذ أو العلة، ومن ثم فضعف الإسناد لا يقتضي ضعف المتن، ولا يلزم من صحة السند صحة المتن، لذلك قد يستخدم علماء الحديث عبارات دقيقة للتعبير عن سبب الضعف، فيقولون مثلا عن الحديث المحكوم عليه بالضعف بسبب إسناده «ضعيف بهذا الإسناد»، لأن الحديث قد يكون مرويا بإسناد آخر صحيح.

## أنواع الحديث الضعيف
تتنوع أسماء الحديث الضعيف بتنوع سبب الضعف سواء في الإسناد أو المتن ويشمل:

### حديث ضعيف لأسباب في الإسناد
- الحديث المنقطع: هو الحديث الذي فقد إسناده شرط الاتصال ويشمل
  - الحديث المرسل: الذي فقد إسناده شرط الاتصال وموقع الانقطاع بين التابعي والنبي ﷺ.
  - الحديث المعضل: الذي فقد إسناده شرط الاتصال بسقوط راويان أو أكثر في موضع واحد.
  - الحديث المعلق: الذي فقد إسناده شرط الاتصال بحذف راو أو أكثر من بداية بشرط غياب إسناده المتصل الصحيح من كل كتب الحديث.
- الحديث المعلل إسناده: الحديث الذي يتوهم راويه في أسماء من روى عنهم لتشابه أسماؤهم.

### حديث ضعيف لأسباب في المتن
- الحديث الشاذ: هو الحديث الذي انفرد به راو ثقة مخالفا به غيره ممن هو أوثق منه
- الحديث المنكر: هو الحديث الذي انفرد به راو ضعيف مخالفا به ما رواه الثقة
- الحديث المعلل متنه: هو الحديث الذي وهم راويه فنقل كلاما على أنه من قول رسول الله ﷺ وهو ليس منه.
- الحديث المضطرب: هو الحديث الذي تختلف الرواية فيه، فيرويه بعضهم على وجه. وبعضهم على وجه آخر مخالف له
- الحديث الموضوع: هو الحديث المختلق المصنوع المنسوب كذبا إلى رسول الله ﷺ، وهو شر أنواع الحديث وأضعفها.

### حديث ضعيف لأسباب في الإسناد والمتن
- الحديث المقلوب: هو الحديث الذي يدخل عليه إقلاب في سنده أو متنه

## حكم الحديث الضعيف

### حكم العمل بالحديث الضعيف
اختلف العلماء في حكم العمل بالحديث الضعيف على أقوال:
- يُعمل به في فضائل الأعمال من المستحبات والمكروهات، وهو مذهب جماهير العلماء، وشروطه:

1. أن يكون الضعف غير شديد، فيخرج من انفرد من الكذابين والمتهمين بالكذب ومن فحش غلطه
2. أن يكون مندرجا تحت أصل عام، فيخرج ما لا أصل له
3. ألا يعتقد عند العمل به ثبوته، لئلا ينسب إلى النبي ﷺ ما لم يقله، بل يعتقد الاحتياط

- يُعمل به مطلقا، أي في الحلال والحرام والفرض والواجب، بشرط أن لا يوجد غيره، وذهب إلى ذلك الإمام أحمد وأبو داود وغيرهما، وهذا محمول على الضعيف غير شديد الضعف، لأن ما كان ضعفه شديدا فهو متروك عند العلماء، وأن لا يكون ثمة ما يعارضه.
- لا يُعمل به مطلقا، لا في فضائل الأعمال ولا في الحلال والحرام، نسب ذلك إلى القاضي أبي بكر بن العربي

### حكم رواية الحديث الضعيف
أجاز العلماء المحدثون رواية الحديث الضعيف سوى الموضوع وما يشابهه من غير اهتمام ببيان ضعفه، مع مراعاة الدقة في روايته، لذلك كانوا لا يسوغون روايته بصيغة جازمة في نسبة الحديث إلى النبي ﷺ، فيُقال في الحديث المتشكَك في صحته «رُوي»، «يُروى»، «وَرد»، «يُحكى»، «يُنقل» وغير ذلك من الألفاظ التي لا تفيد الجزم بصدوره عن النبي ﷺ.
أما الحديث الموضوع والساقط والذي لا أصل له لا تجوز روايته إلا مقترنا ببيان وضعه وسقوطه وأنه لا أصل له، ومن روى شيئا من ذلك من غير بيان وهو يعلم فهو آثم أشد الإثم، كما أنه لا يجوز العمل بالموضوع، وما شاكله قط لا في الحلال والحرام ولا في باب الترغيب والترهيب والقصص والمواعظ ولا في التفسير، لأنه مختلق مكذوب، فمن عمل به فقد زاد في الشرع ما ليس منه.

## كتب الحديث الضعيف
عني أئمة الحديث بالتأليف في موضوع الأحايث الضعيفة، ليظهر ما يصلح منها للتقوية، أو ما يؤخذ منها في الفضائل، أو بيان ما لا يصلح لشيء من ذلك، وتنوعت المؤلفات بتنوع أنواع الحديث الضعيف، ومن هذه المؤلفات:
- «سلسلة الأحاديث الضعيفة» للألباني
- «الضعفاء الكبير» للعقيلي
- «الكامل في ضعفاء الرجال» لابن عدي الجرجاني
- «ميزان الاعتدال في نقد الرجال» لشمس الدين الذهبي
- «العلل» للدارقطني
- «المراسيل» لأبي داود
- «مسند الفردوس» للديلمي
- «تنزيه الشريعة المرفوعة عن الأخبار الشنيعة الموضوعة»  لابن عراق الكناني
- «تذكرة الموضوعات» لمحمد الفتني
- «الموضوعات» لرضي الدين الصغاني
- «الموضوعات من الأحاديث المرفوعات» لابن الجوزي